# 原幸太郎
原 幸太郎（はら こうたろう 、1967年〈昭和42年〉9月29日 - ）は、日本の警察官僚。

## 来歴
1967年9月29日生まれ。東京都出身。京都大学経済学部卒業。1992年、警察庁に入庁。2013年8月、大阪府警察警備部長。2016年8月、内閣審議官兼内閣官房航空・湾岸水際危機管理チーム参事官。2017年8月、刑事局組織犯罪対策部薬物銃器対策課長。2018年8月、山梨県警察本部長。2020年8月、警察大学校組織犯罪対策教養部長。
2021年1月、情報通信局情報通信企画課長。2022年4月、警察大学校特別捜査幹部研修所長。
2022年9月、宮城県警察本部長。2024年4月、自動車安全運転センター理事。